# Villemurlin

Villemurlin este o comună în departamentul Loiret din centrul Franței. În 1 ianuarie 2022 avea o populație de 537 de locuitori.